# AutoNumber
O AutoNumeração é um tipo de dados usados em tabelas do Microsoft Access
para gerar um contador numérico automaticamente incrementado. Ele pode ser usado para criar uma coluna de identidade que identifica de forma exclusiva cada registro de uma tabela. Apenas uma AutoNumeração é permitida em cada tabela.